# 晋能控股电力集团
晋能集团有限公司，简称晋能集团，現為晉能控股集團有限公司附屬公司。煤炭资源较为分散，煤种齐全，矿井资源整合较多。晋能集团煤炭资源遍布全省六大煤田。

## 历史
2013年4月24日在山西煤炭运销集团有限公司和山西国际电力集团有限公司的基础上合并重组的。煤销集团成立于2007年7月，前身为山西省煤炭运销总公司；山西电力集团前身为山西省地方电力公司。
2014年9月，公司名称由晋能有限责任公司更为现名。公司业务涉及煤炭生产、电力、贸易物流、新能源、燃气等领域，現時為晉能控股集團有限公司旗下。
2016年6月，晋能集团旗下通宝能源发布公告，称晋能集团有限公司和山西国际能源有限公司进行合并式重组，重组后的公司名为“山西晋能国际能源集团有限公司”。不过，2017年3月通宝能源发布的另一则公告，则称晋能集团与山西国际能源集团重组整合工作停止。2017年8月，山西省国资委将其持有的晋能集团64.06%股权无偿划转至山西省国有资本投资运营有限公司。晋能集团控股股东由山西省国资委变更为山西国投，实际控制人仍为山西省国资委。
截至2019年3月底，晋能集团拥有154座矿井，井田面积1293平方公里，年生产能力14205万吨/年，资源储量118亿吨，全部为下属全资子公司煤销集团在煤炭资源整合过程中获得。